# بم

بم قبل الزلزال.

بـَم مدينة بمحافظة كرمان بجنوب إيران. صنعت عدة مباني فيها من الطوب اللبِن، حيث جرى تشييدها في العصور الوسطى، وخلال فترة حكم الأسرة الصفوية لإيران (1501 - 1736) شكلت مدينة بم مساحة قدرها 6 كم يحيط بها سور، وتراوح عدد سكانها ما بين 9 : 13 ألف شخص، واشتهرت بأنها مركز لصناعة النسيج. كما ازدهرت المدينة بفضل موقعها بالنسبة للحجاج، وكمركز تجاري على طريق الحرير والذي يربط بين الشرق الأقصى وأوروبا عبر بلاد فارس.
تقع تلك المدينة الأثرية «بَم» وسط صحراء زرادشت الكبرى في جنوب إيران حيث استطاع الزلزال الأخير تدميرها.
دمّر زلزال ديسمبر (2003) المدينة وقلعتها الواقعة على بعد ألف كيلومتر جنوب شرق العاصمة طهران.. واستطاعت الهزات أن تفتك بقلعة بم أحد أهم معالم الإرث الثقافي الإيراني والعالمي الصامدة لأكثر من ألفي عام في وجه الزمن.

## بم المدينة التاريخية
تدهورت مكانة بم بعد الغزو الأفغاني عام 1722، وتم استخدامها كموقع للحامية العسكرية الأفغانية، واستمرت المدينة كثكنة عسكرية حتى عام 1932.
ومع بدايات القرن العشرين تدهورت مكانة المدينة بسبب إهمال طريق الحرير مع تطور وسائل النقل بين الشرق والغرب؛ وهو ما أدى إلى هجرة معظم سكانها إلا من بعض الحرفيين وباعة القطع التذكارية.. إلا أن المدينة ظلت من أهم معالم التراث الإنساني، وواحدة من أهم المزارات والمقاصد السياحية الشهيرة بالنسبة للإيرانيين والأجانب، وفي السنوات الأخيرة استعادت المدينة بعضًا من مكانتها مع وصول السياح ومحبي التاريخ بعد عمليات الترميم التي شهدتها المدينة.

## المناخ
يظهر الجدول التالي التغييرات المناخية على مدار السنة لبم:
| البيانات المناخية لـبم | البيانات المناخية لـبم | البيانات المناخية لـبم | البيانات المناخية لـبم | البيانات المناخية لـبم | البيانات المناخية لـبم | البيانات المناخية لـبم | البيانات المناخية لـبم | البيانات المناخية لـبم | البيانات المناخية لـبم | البيانات المناخية لـبم | البيانات المناخية لـبم | البيانات المناخية لـبم | البيانات المناخية لـبم |
| الشهر | يناير                  | فبراير                 | مارس                   | أبريل                  | مايو                   | يونيو                  | يوليو                  | أغسطس                  | سبتمبر                 | أكتوبر                 | نوفمبر                 | ديسمبر                 | المعدل السنوي          |
| --- | ---------------------- | ---------------------- | ---------------------- | ---------------------- | ---------------------- | ---------------------- | ---------------------- | ---------------------- | ---------------------- | ---------------------- | ---------------------- | ---------------------- | ---------------------- |
| الدرجة القصوى °م (°ف) | 30.0 (86.0)            | 33.2 (91.8)            | 38.0 (100.4)           | 39.6 (103.3)           | 44.6 (112.3)           | 47.6 (117.7)           | 46.6 (115.9)           | 47.0 (116.6)           | 43.6 (110.5)           | 40.0 (104.0)           | 34.2 (93.6)            | 32.0 (89.6)            | 47.6 (117.7)           |
| متوسط درجة الحرارة الكبرى °م (°ف) | 16.5 (61.7)            | 19.7 (67.5)            | 24.7 (76.5)            | 30.2 (86.4)            | 35.3 (95.5)            | 39.2 (102.6)           | 39.6 (103.3)           | 38.2 (100.8)           | 35.4 (95.7)            | 30.6 (87.1)            | 23.8 (74.8)            | 18.4 (65.1)            | 29.3 (84.7)            |
| المتوسط اليومي °م (°ف) | 10.7 (51.3)            | 13.6 (56.5)            | 18.5 (65.3)            | 23.8 (74.8)            | 28.8 (83.8)            | 32.8 (91.0)            | 33.6 (92.5)            | 32.0 (89.6)            | 28.9 (84.0)            | 24.0 (75.2)            | 17.5 (63.5)            | 12.4 (54.3)            | 23.0 (73.4)            |
| متوسط درجة الحرارة الصغرى °م (°ف) | 4.8 (40.6)             | 7.6 (45.7)             | 12.3 (54.1)            | 17.4 (63.3)            | 22.4 (72.3)            | 26.4 (79.5)            | 27.6 (81.7)            | 25.8 (78.4)            | 22.3 (72.1)            | 17.4 (63.3)            | 11.2 (52.2)            | 6.4 (43.5)             | 16.8 (62.2)            |
| أدنى درجة حرارة °م (°ف) | −9.0 (15.8)            | −5.0 (23.0)            | −3.0 (26.6)            | 4.0 (39.2)             | 9.5 (49.1)             | 18.0 (64.4)            | 19.0 (66.2)            | 15.0 (59.0)            | 11.0 (51.8)            | 6.0 (42.8)             | −2.0 (28.4)            | −7.0 (19.4)            | −9.0 (15.8)            |
| الهطول مم (إنش) | 12.0 (0.47)            | 8.9 (0.35)             | 12.2 (0.48)            | 9.7 (0.38)             | 5.5 (0.22)             | 0.6 (0.02)             | 0.9 (0.04)             | 0.6 (0.02)             | 0.2 (0.01)             | 0.9 (0.04)             | 2.2 (0.09)             | 5.1 (0.20)             | 58.8 (2.31)            |
| متوسط أيام هطول الأمطار (≥ 1.0 mm) | 2.1                    | 1.8                    | 2.7                    | 2.3                    | 1.1                    | 0.2                    | 0.1                    | 0.1                    | 0.1                    | 0.4                    | 0.6                    | 1.2                    | 12.7                   |
| متوسط الأيام المثلجة | 0.4                    | 0.1                    | 0.0                    | 0.0                    | 0.0                    | 0.0                    | 0.0                    | 0.0                    | 0.0                    | 0.0                    | 0.0                    | 0.2                    | 0.7                    |
| متوسط الرطوبة النسبية (%) | 46                     | 41                     | 36                     | 31                     | 26                     | 21                     | 21                     | 21                     | 22                     | 27                     | 34                     | 42                     | 30                     |
| ساعات سطوع الشمس الشهرية | 234.1                  | 223.8                  | 239.5                  | 258.3                  | 311.2                  | 331.4                  | 338.4                  | 336.8                  | 306.6                  | 296.8                  | 260.4                  | 240.2                  | 3٬377٫5                |
| المصدر: Iran Meteorological Organization (records), (temperatures), (precipitation), (humidity), (days with precipitation), (sunshine) |                        |                        |                        |                        |                        |                        |                        |                        |                        |                        |                        |                        |                        |

## أعلام
- مهيار مونشيبور